# 苯基丙酮
苯基丙酮，还称：苯基-2-丙酮，苄基甲基酮或甲基苄基甲酮，是一种有机化合物。是一种透明的油状物，折射率为1.5168。

## 制备

苯与氯丙酮在Lewis酸催化下发生傅－克反应制备苯基丙酮

在化学研究当中，有许多的方法可以制备合成苯基丙酮。
1.其中较为简单的方法是使用苯与氯丙酮发生傅－克反应制备。
2.可以用苯乙酸和乙酸酐作为原料合成，乙酸酐与苯乙酸反应生成1-乙酰基-2-苯乙酸，再与碳酸钠发生生成苯基丙酮。
3.把1,3-二甲基-2-苄基苯并咪唑盐0.02 mol在氮气保护下每隔30 min分批加到0.03 mol Grig-nard试剂甲基碘化镁的四氢呋喃溶液中,加完后搅拌10 h,静置过夜。滴入10%盐酸至pH3,温水浴下搅拌30 min,过滤。减压蒸馏收集沸点为108～114℃/2666.4 Pa的馏分(即苯基丙酮)。若加入适量的2,4-二硝基苯肼溶液,温水浴搅拌30 min,冷却,过滤,乙醇重结晶,得该酮的2,4-二硝基苯腙衍生物,mp149～ 151℃ ,产率65.2%。

## 管制政策
因毒贩刘招华用苯基丙酮制造甲基苯丙胺，故苯基丙酮被中华人民共和国国务院列入易制毒化学品名录。